# Stare Misto, Pidhaiți
Stare Misto (în ucraineană Старе Місто) este localitatea de reședință a comunei Stare Misto din raionul Pidhaiți, regiunea Ternopil, Ucraina.

## Demografie
Componența lingvistică a localității Stare Misto
     Ucraineană (99,91%)
Conform recensământului din 2001, majoritatea populației localității Stare Misto era vorbitoare de ucraineană (99,91%), existând în minoritate și vorbitori de alte limbi.